# Tinhou
Tinhou est une ville située à l'ouest de la Côte d'Ivoire et appartenant au département de Bloléquin, dans la Région du Moyen-Cavally. La localité de Tinhou est un chef-lieu de commune et de sous-préfecture .